# مارپیچش
مارپیچش (یا مارپیچش انقباضی) یا درهم پیچش (به انگلیسی: Constriction) روشی است که توسط چندین گونه مار برای کشتن یا تحت سلطه درآوردن طعمه خود استفاده می‌شود. اگرچه برخی از گونه‌های مارهای سمی و نیمه‌سمی از مارپیچش برای تسلط بر طعمه خود استفاده می‌کنند، بیشتر مارهایی که از مارپیچش استفاده می‌کنند بدون زهر هستند. مار به طعمه خود ضربه می‌زند و نگه می‌دارد و طعمه را به درون کلاف خود می‌کشد یا دربارهٔ طعمه بسیار بزرگ، خود را به سوی طعمه می‌کشد. سپس مار یک یا دو حلقه را به دور طعمه می‌پیچد و یک مارپیچ منقبض را تشکیل می‌دهد. مار ضربان قلب طعمه را زیر نظر می‌گیرد تا مطمئن شود که مرده‌است. این کار می‌تواند یک روش فیزیکی سخت و بالقوه خطرناک برای مار باشد، زیرا متابولیسم آن تا هفت برابر تسریع می‌شود و در برابر حمله شکارچی دیگر آسیب‌پذیر می‌شود.